# Palazzo Petrucci (Nápoly)
A Palazzo Petrucci (régi nevén Palazzo Balzo) egy 15. századi eredetű palota Nápoly történelmi óvárosában, a Spaccanapoli mentén. Az 1688-as földrengés súlyosan megrongálta, ezután barokk stílusban épült újjá. Ma is látható alakját a 19. században nyerte el, Giuseppe Califano klasszicista stílusú átépítése nyomán. Ma is őrzi azonban látványos 15. századi reneszánsz bejárati kapuját.